# Локруа, Эдуар
Эдуар Локруа (18 июля 1838 — 22 ноября 1913) — французский политический деятель.

## Биография
Эдуар Локруа родился в семье актёра и драматурга Жозефа Филиппа Симона, взявшего псевдоним Локруа.
В молодости изучал живопись, в 1860 году добровольцем принял участие в экспедиции Джузеппе Гарибальди на остров Сицилию, потом в качестве художника и секретаря ездил с Эрнестом Ренаном в Палестину и Сирию, где провёл три года. По возвращении в Париж сотрудничал в «Figaro» и «Rappel». Во время осады Парижа Локруа командовал отрядом и принимал участие в битве при Бюзенвале. 8 февраля 1871 года был избран в Национальное собрание, где занял место на крайней левой. Главным пунктом его программы была децентрализация с развитием самостоятельности общин.
По обвинению в участии в Парижской Коммуне Локруа был арестован и просидел в тюрьме до июня 1871 года. Он голосоваал за конституцию 1875 года, за предание суду министров 16 мая, за амнистию, в 1881 году за пересмотр конституции, позднее против колониальной политики Ферри. В 1881 году принял участие в создании парламентской группы левых радикалов.
В 1885 году Эдуар Локруа стал министром торговли в кабинете Фрейсине, сохранил свой портфель в министерстве Гобле и вышел в отставку вместе с последним в 1887 году; через год в кабинете Флоке получил портфель народного просвещения; в 1889 году был министром промышленности и торговли и активно защищал идею строительства Эйфелевой башни; в 1894 и 1895 годах был одним из вице-президентов Палаты депутатов. В 1895 году был президентом бюджетной комиссии, в которой решительно отстаивал подоходный налог. В ноябре того же года Локруа стал морским министром в радикальном кабинете Леона Буржуа и занимал этот пост ещё при двух премьерах до 1899 года; был сторонником активного развития военно-морского флота. 
В 1893 году на жизнь Локруа было совершено покушение сумасшедшим кучером Моором. 
В 1902—1905 годах вновь был вице-президентом Палаты депутатов. В 1905 году активно поддерживал идею отделения церкви от государства. 
Эдуар Локруа умер в 1913 году, был похоронен на кладбище Пер-Лашез.
Локруа принадлежал к числу самых интимных друзей Виктора Гюго и был женат на Алисе, вдове его сына Шарля. Он основал газету «Le peuple souverain» и был одним из основателей радикально-социалистической «Petite République Française» (1891); кроме того, написал следующие работы: «Les aigles du Capitole» (Париж, 1869), «A bas le progrès» (1870), «La Commune et l’Assemblée» (1871), «L'île révoltée» (1877; история экспедиции Гарибальди на Сицилию), «Ahmed le boucher, Histoire de l’Egypte et de la Syrie à la fin du XVIII siècle», «Moltke et la guerre future» и многие другие; напечатал дневник своей прабабушки: «Journal d’une bourgeoise pendant la Révolution 1791—1793» (Париж, 1881).